# Chrysoprasis rubricollis
Chrysoprasis rubricollis là một loài bọ cánh cứng trong họ Cerambycidae.